# Koenigsegg CCGT
Koenigsegg CCGT – supersamochód skonstruowany i produkowany w 2007 roku przez szwedzką markę Koenigsegg. Wagę pojazdu określa się na 1100 kg. Wymiary i osiągi nie są znane. Do napędu użyto jednostki V8 5,0 l 32V generującej moc maksymalną 608 KM. Typ nadwozia to 2-drzwiowe coupé. Silnik oparto na silniku modelu CCX. Z Koenigsegga CCX usunięto turbosprężarkę i powiększono silnik do pojemności 5,0 l. Spełnia on normy Automobile Club de l’Ouest (organizator 24-godzinnego maratonu Le Mans) i klasy GT1 w FIA. 

## Dane techniczne

### Silnik
- V8 5,0 l 32V
- Moc maksymalna: 608 KM

### Osiągi
- Prędkość maksymalna: b/d
- Przyspieszenie: b/d